# The Robber Kitten
The Robber Kitten é um curta-metragem de animação lançado em 1935, como parte da série Silly Symphonies. Foi dirigido por  David Hand e produzido por Walt Disney. É baseado no livro de mesmo nome de Robert Michael Ballantyne.